# Cleora nigraria
Cleora nigraria là một loài bướm đêm trong họ Geometridae.